# Ikigai

Ikigai.

L'ikigai (生き甲斐, aussi orthographié ikigaï, formé de 生き (iki), « vie », et de 甲斐 (kai), « qui vaut la peine », avec rendaku) est souvent présenté comme étant l'équivalent japonais de la « joie de vivre » et de la « raison d'être ».
Bien que les significations soient identiques, les attitudes culturelles envers le concept sont différentes.
Dans la culture d'Okinawa, l’ikigai est perçu comme une raison de se lever le matin. D'après Dan Buettner (en), l’ikigai serait une des raisons de la longévité des Japonais dans cette région.
Dans le reste du Japon, l’ikigai ne serait pas vraiment considéré par les Japonais comme un concept philosophique en tant que tel. On l'emploie dans la vie de tous les jours sans forcément se prendre vraiment au sérieux. Par exemple : Bīru wa watashi no ikigai desu (ビールは私の生き甲斐です), « La bière est ma raison d'être. ».
Si le concept d'ikigai n'est pas nouveau, c'est surtout le livre 生きがいについて de Mieko Kamiya de 1966 qui l'a d'abord diffusé au Japon (pas de traduction à ce jour). Mais c'est principalement par le TED Talk de Dan Buettner de 2009 et surtout, en 2017, le livre Ikigai de Ken Mogi qui a été traduit en 29 langues, que le mot s'est diffusé en dehors du Japon.